# Leïla Marouane
Leïla Marouane (geboren als Leyla Zineb Mechentel am 20. Juli 1960 in Djerba, Tunesien) ist eine französische Journalistin und Schriftstellerin. Sie schrieb bis 2009 unter dem Pseudonym Leïla Marouane.

## Leben
Nach einem abgebrochenen Medizinstudium und einem Semester in Geologie studierte Marouane in Algier moderne Literatur. Danach arbeitete sie als Journalistin bei den Zeitungen Horizons und El Watan, später bei Politis und Jeune Afrique.
1991 ging sie ins Exil und ließ sich in Paris nieder. Sie beantragte die französische Staatsbürgerschaft, die sie um 1994 erhielt.
1995 schrieb sie sich an der Universität Paris VIII ein, um ihr Studium abzuschließen, nahm jedoch nur an zwei Workshops des Romanautors Paul Fournel zum kreativen Schreiben teil und ging dann in die Natur, um an ihrem ersten Roman zu feilen.
La fille de la casbah, das sie nach dem frühen Tod ihrer Mutter begonnen hatte, erschien 1996 bei Éditions Julliard. Seitdem widmete sie sich ausschließlich dem Schreiben von Romanen, reiste um die Welt, um Vorträge zu halten, und leitete Workshops für kreatives Schreiben für Erwachsene und Kinder in Frankreich und im Ausland. Ihre Werke beschäftigen sich insbesondere mit der Situation der algerischen Frau und den Begriffen Freiheit und Modernität. Der Tonfall kann ernst sein, aber sie zögert auch nicht, Humor oder Slapstick zu verwenden, wie in La Vie sexuelle d'un islamiste à Paris, das 2007 erschienen ist. Ihre Bücher wurden in zahlreichen Ländern übersetzt und gelesen (Deutschland, Großbritannien, Italien, Griechenland, Niederlande, USA, Südkorea, Südafrika, Polen …).
Sie war außerdem Gründerin von La Boutique des écritures, einem Verein zur Förderung der französischen Sprache in Frankreich und der Welt, und von 2010 bis 2019 literarische Beraterin und Herausgeberin. Seit 2006 ist sie Mitglied der Société des gens de lettres (SGDL).
Ihr Vater war selbst Philologe und einst Student an der Universität Algier und der Sorbonne in Paris. Er starb 2013. Da Marouane nach eigenen Angaben publizierte, um „ihm zu gefallen“, verzichtet sie als Zeichen des Leids auf die Veröffentlichung ihres siebten Romans. Zwei Jahre lang widmete sie sich stattdessen der Veröffentlichung des Romans ihres Vaters, der im Verlag Editions Chihab in Algier erscheinen sollte. Dennoch veröffentlichte sie parallel kurze Texte und beteiligte sich an einer Anthologie, die dem Algerien der 1970er Jahre unter Houari Boumedienne gewidmet und 2016 erschienen ist: Les Années Boum.
2015 begann sie eine Forschungsarbeit in allgemeiner und vergleichender Literaturwissenschaft an der Sorbonne Université und arbeitete unter der Leitung von Sophie Basch über Emmanuel Bove und den Iraner Sadegh Hedayat, „Deux étrangers à Paris“, eine Möglichkeit, sich auf die väterlichen Spuren zu begeben.

## Werke

### Unter dem Pseudonym Leïla Marouane
- La Fille de la casbah. Julliard, 1996.
  - Das Mädchen aus der Kasbah. Aus dem Franz. von Rolf und Hedda Soellner. Deutscher Taschenbuch-Verlag, München 2004, ISBN 978-3-423-13259-6 (Erstausgabe: Zsolnay, Wien  1998).
- Ravisseur. Julliard, 1998.
  - Entführer. Aus dem Franz. von Regina Keil-Sagawe. Haymon, Innsbruck 2003, ISBN 978-3-85218-427-2.
- Le Châtiment des hypocrites. Le Seuil, 2001.
  - Die Bestrafung der Heuchler. Aus dem Franz. von Regina Keil-Sagawe. Haymon, Innsbruck 2005, ISBN 978-3-85218-477-7.
- L'Algérie des deux rives. Fayard, 2003.
- Les Criquelins, Fayard, 2004.
- Le sourire de la Joconde. Fayard, 2004.
- La Jeune Fille et la Mère. Le Seuil, 2005.
- La Vie sexuelle d'un islamiste à Paris. Éditions Albin Michel, 2007.
  - Das Sexleben eines Islamisten in Paris. Übersetzt von Marlene Frucht. Edition Nautilus, Hamburg 2010, ISBN 978-3-89401-727-9.
- Le papier, l'encre et la braise. Le Rocher, 2009.

### Unter tatsächlichem Namen Leyla Z. Mechentel
- Nouvelles d'Algérie. Magellan, 2009.
- Algéries 50. Éditions Magellan, 2012.
- Mon tuteur légal. In: Muze, 2014.
- Les années boom. Éditions Chihab, 2016

## Preise und Stipendien
- 1997: Präsenzstipendium auf Schloss Wiepersdorf, Berlin
- 1997: Bourse d'encouragement, Centre national du livre
- 2000: Creator of Peace (UNESCO), Griechenland
- 2001: Prix Gironde
- 2001: Prix de la Société des gens de lettres
- 2002: Prix du roman français, New York
- 2002: Bourse de création, Centre national du livre
- 2004: LiBeraturpreis, Frankfurt am Main
- 2004: Narrativa Donna, Italien
- 2006: Prix Jean-Claude-Izzo
- 2006: Prix des écrivains de langue française
- 2007: Bourse de Création, Centre national du livre